# Coppa Placci 1997
La Coppa Placci 1997, quarantasettesima edizione della corsa, si svolse il 6 settembre 1997 su un percorso di 200 km. La vittoria fu appannaggio dello svizzero Beat Zberg, che completò il percorso in 5h21'21", precedendo gli italiani Mirko Celestino e Alessandro Baronti.
I corridori che presero il via da Imola furono 143, mentre coloro che tagliarono il traguardo di San Marino furono 37.

## Ordine d'arrivo (Top 10)
| Pos. | Corridore            | Squadra                  | Tempo    |
| ---- | -------------------- | ------------------------ | -------- |
| 1    | Beat Zberg           | Mercatone Uno-Wega       | 5h21'21" |
| 2    | Mirko Celestino      | Team Polti               | a 19"    |
| 3    | Alessandro Baronti   | Asics-C.G.A.             | a 29"    |
| 4    | Francesco Casagrande | Saeco-Estro              | s.t.     |
| 5    | Simone Biasci        | Kross-Montanari          | s.t.     |
| 6    | Roberto Caruso       | Ros Mary-Amica Chips     | s.t.     |
| 7    | Luca Mazzanti        | Refin-Mobilvetta         | s.t.     |
| 8    | Michele Coppolillo   | MG Boys Maglificio-Tech. | s.t.     |
| 9    | Simone Borgheresi    | Mercatone Uno-Wega       | s.t.     |
| 10   | Massimo Donati       | Saeco-Estro              | a 33"    |